# スイスの高速道路
スイスの高速道路（スイスのこうそくどうろ）ではスイスの高速道路について説明する。

## 概要

### 分類
スイスには二種類の高速道路体系がある。 

アウトバーンの標識（4.01）

一つはアウトバーン（ドイツ語: Autobahnen、フランス語: autoroutes、イタリア語: autostrade、ロマンシュ語: autostradas）と呼ばれる国立の高速道路である。対向交通用に車線が分離され、最高速度が時速120km（75mph）に制限されている。スイス国内で最も重要な路線はザンクト・マルグレーテンからジュネーヴを結ぶA1と、バーゼルからキアッソを結ぶA2である。 

自動車道路の標識（4.03）

もう一つは国立の自動車道路である（ドイツ語: Autostrassen、フランス語: semi-autoroutes、イタリア語: semiautostrade、ロマンシュ語: autovias）。こちらは一部車線が分離されておらず、最高速度は時速100km（62mph）に制限されている。

### 概要
これらを利用できるのは最低でも時速80km（50mph）以上の速度が出せる電動車両に制限されている（VRV/ORC/ONC Art.35-1）。
また利用の際には、「ヴィネット（vignette）」と呼ばれるステッカーを購入し、自動車のフロントガラスに貼ることが義務付けられている。

### 特徴

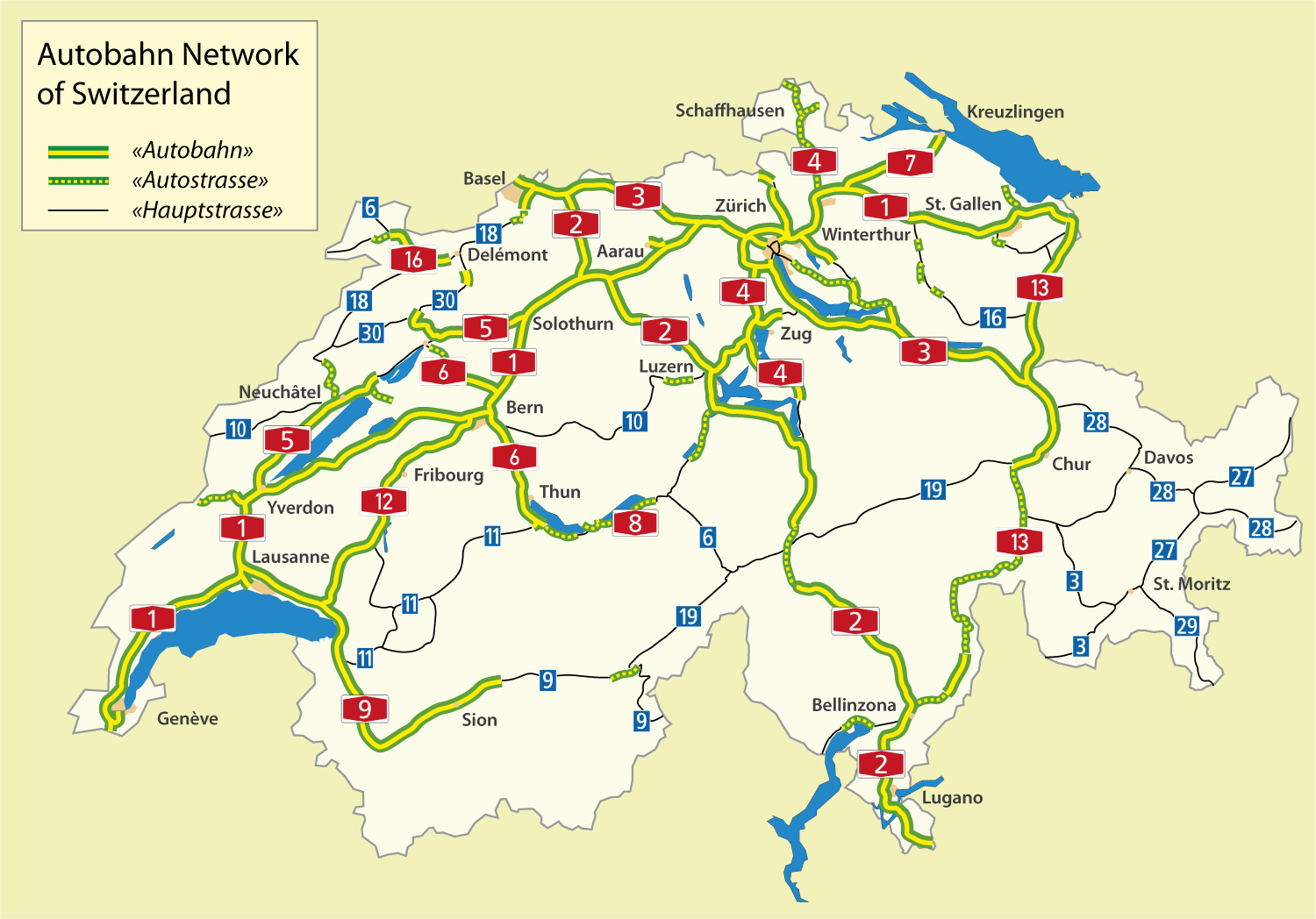
スイスの高速道路網

スイスの高速道路網は2012年4月現在、全長1,763.3kmにおよび、さらに全長1,893.5kmへとさらなる延長が計画されている。また世界で最も密集度の高い高速道路の一つに数えられている。全部で200のトンネルがあり、総延長は220kmである。
ただし高速道路網としては未完成であり、最も重要視されている路線、特に南北と東西を結ぶ軸となる路線の建設が急がれている。
またスイスの高速道路の特徴として、トンネルを除いた非常に多くの場所に緊急用の路線が設けられている。一方で、例えばジュラ地域を横断する路線の一部など、近年建設されたアウトバーンには非常駐車帯しかない場合もある。

### 料金
前述の通り、スイスの高速道路を利用するためには「ヴィネット」と呼ばれるステッカーを購入しなければならない。乗用車とトラックのどちらにも義務付けられており、暦年ごとに40スイス・フランかかる。ヴィネットは年間の料金ステッカーとしてのみ使え、トラックはトン数と距離よって別途に通行料金を支払わなければならない。
各州（カントン）は国に道路や橋の通行料金の徴収権を委ねている。高速道路システムへの資金供給は部分的にはビニエットの購入代金や登録された車両すべてにかかる自動車税に依っているが、最も大きな部分を占めるのはガソリンや軽油に各リットルごとに課される連邦税である。
スイス連邦憲法では特定の道路やトンネル及び橋梁の使用料を引き上げることはできないため、 ゴッタルド道路トンネルなどのようなコストの大きいインフラでさえ、税体系全体のうちから賄われている。ただし例外はムント・ラ・シェラトンネルとグラン・サン・ベルナールトンネル、および車両を運ぶ往復列車である。

## 歴史
スイス初めての高速道路は1955年6月11日にルツェルンの南部に開通した。これはルツェルンからエネトルヴ(Ennethorw)の間の4.1kmに及ぶものであり、当初連邦政府は建設に責任を負わないものの60％に当たる700万フランを出資した。安全面や環境面で既にさまざまな懸念はあったものの、こうした高速道路の開通は国民に幸福感と進歩への期待をもたらした。最初の高速道路はわずか4kmで、恩恵を受けたのは地元住民だけであったにもかかわらず、多くの国民たちはそれがスイスを縦横に走る道路交通網の最初の一部分になるとみなしたのである。
1960年に連邦道路法(National Roads Act)が可決されると、連邦政府が道路建設に責任を負うようになった。これに伴ってスイス全体で1980年までに1,800kmの道路を建設することが目指されるようになる。最初の国家的交通網の区間は最初の高速道路の近く、ルツェルン州境付近からヘルギスヴィル(Hergiswil)まで建設され、1962年に公式に開通した。そして同年、今日のA1の一部に当たる区間も開通した。この時にはすでに環境と景観の破壊が懸念されており、開通式に出席した当時の連邦大統領であるハンス＝ペーター・チューディ(Hans-Peter Tschudi)はその恐れを払拭すべく以下のように述べている。
It is a superb work of modern technology. The motorway blends perfectly into this beautiful Bernese landscape. The works of man do not encroach on the view of our native land.

これは近代の技術の最高傑作である。高速道路はこの美しいベルンの景観に完璧に調和している。人類の作品は我々の生まれ育った土地を侵害するものでは決してないのだ。—ハンス＝ペーター・チューディ

フンツェンシュヴィル(Hunzenschwil)におけるジャンクション建設の空撮写真(1967年)

1960年代を通してスイスのさまざまな地域で道路建設が進んだ。高速道路建設には単に道路を敷設する以外にも高架橋や橋、トンネルの建設など複雑なインフラ整備が必要であった。1964年には初めてフランス語圏に高速道路が建設された。ジュネーヴからローザンヌを結ぶこの区間は同年の万博(Expo 64)に合わせて開通した。
しかしながら初期の高速道路は今日のようなものとはかけ離れていた。現在の高速道路のように、4車線で交差点はなかったものの、カーブが多く、また硬い路肩もガードレールも速度制限もなかった。また横断歩道があったり、自転車の乗り入れが可能であったりする場合もあった。これらが原因となって、1960年代から70年代には年間1,100〜1,700件の死亡事故が起こっていた。1963年には3人が死亡する重大な事故が発生したため、既に連邦交通局(Federal Roads Office)に対して最高速度を時速100kmにするよう要望があったが、連邦参事会はこれを却下した。結局試験的に時速100kmの速度制限が導入されたのは10年以降後であり、これものちに130kmに緩和されたが、1985年までには正式に最高速度120kmまでという速度制限が施行されるようになった。交通事故の点では、1970年を境に死亡件数が徐々に減り、2019年の時点で交通事故死者数は250人までに減少した。

## 路線

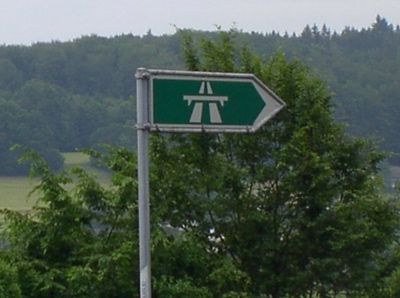
高速道路付近の標識

注： イタリック体の部分は、建設中または投影中のルートを示す。
- A1 ザンクトガレン - ヴィンタートゥール - チューリッヒ - オルテン - アーラウ - ベルン - ムルテン - Avenchesの - Payerneの - Estavayerルラック - イベルドン・レ・バン - ローザンヌ - ニヨン - ジュネーブ -バルドネ（ フランスの国境）
- A2 バーゼル （ ドイツ国境）- オルテン - ルツェルン - アルトドルフUR- ゴッタルド - ベリンツォーナ - ルガーノ - キアッソ （ イタリア国境）
- A3 バーゼル （ フランスの国境） - Augst - BRUGG - Birmensdorf / チューリッヒ - タルウィル - Pfäffikonの - Ziegelbrücke - Sargans
- A4 Bargen （ ドイツ国境） - シャフハウゼン - ヴィンタートゥール / チューリッヒ - Knonau - チャム - ブルンネン - アルトドルフ
- A5 ルターバッハ - ゾロトゥルン -（ Biel / Bienne - La Neuveville ）- ヌーシャテル -（ Yverdon ）
- A6 リス - シェーンビュール / ベルン - トゥーン - ウィミス
- A7 クロイツリンゲン （ ドイツ国境）- ヴァインフェルデン - フラウエンフェルト - ヴィンタートゥール
- A8 ヘルギスヴィル - ザルネン - （ サッチセルン - Brünig峠 - Brienzwiler ） - インターラーケン - シュピーツ
- A9 Vallorbe （ フランス国境） -Chavornay / Villars-Sainte-Croix - Vevey - Sion - Sierre - Visp - Brig - Simplon - Gondo （ イタリア国境）
- A10 ムリバイベルン - Rüfenacht
- A11 チューリッヒ - チューリッヒ空港
- A12 ベルン - フリブール - ビュル - ヴヴェイ
- A13 聖Margrethen （ オーストリア国境） - ブックスSG - Sargans - Landquart - クール - Thusisの - サンバーナーディーノ - ベリンツォーナ
- A14 ルツェルン - チャム
- A16 Boncourt （ フランスの国境） - ポラントリュイ - ドレモン - ムーティエ - ビール/ビエンヌ （ " Transjurane "）
- A18 バーゼル -Reinach BL
- A19 Brig-Glis - Naters （バイパスブリーク）
- A20 チューリッヒ - ノースリング
- A50 ラインスフェルデンZH-グラット フェルデン （グラットフェルデンをバイパス）
- A51 ビューラハ - チューリッヒ -北
- A52 Zumikon - ヒンヴィル （Forchstrasse）
- A53 クローテン -北- ライヒェンブルク（ "ZürcherOberlandautobahn"）

## 軍事利用

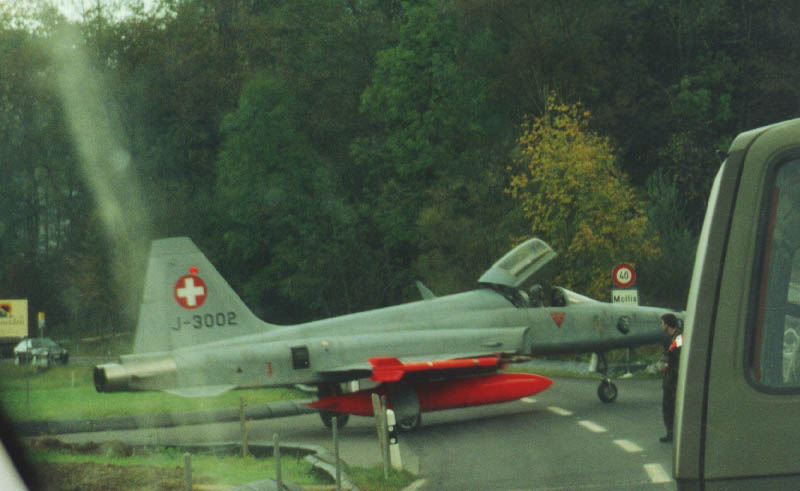
1999年にモリス空港（軍用港）の掩体と代替滑走路の間の道路を横断するスイス空軍のF-5EタイガーII

### 代替滑走路
高速道路網の計画時に空軍の需要が考慮されたため、道路は代替滑走路として使用される場合があった。 そのため多くの区間で約2kmの直線区間が設置されていた。またガードレールは鋼索で置き換えられ、必要に応じて数時間以内に取り外すことができた。道路の清掃や滑走路のマーキング、ワイヤレス接続が完了すれば、このような区間を代替滑走路として利用することができたのであった。
滑走路としての航空機の利用はしばしばWKユニットによって訓練が行われた（FLPL Dept.）。オエンジンゲンの区間では1970年9月16日の12時から15時に軍事演習が行われた。これは冷戦期に特徴的なものであった。したがって機密レベルは高く、不必要な告知は避けられるべきであったが、実際は多くの観客が観覧し、メディアによっても報道された。演習ではデ・ハビランド ベノムを配備した空軍連隊とパイロットたちが演習を行い、インフラ自体の質とパイロットの技術に大きく左右されるところがあった。演習は成功したものの、この例はスイスの高速道路の他の区間での離着陸演習の見せしめとなった。
最後の演習は1991年にティチーノ州で行われた。また代替滑走路として利用された最後の例は1990年代にパイエルヌに開通したムルテンの区間（A1）でミリテール・ド・パイエルヌ飛行場の滑走路と平行している区間である。
| 日付           | 演習名       | 場所           | 路線 | 部隊                | 備考                                                                                                  |
| -------------- | ------------ | -------------- | ---- | ------------------- | --- |
| 1970年9月16日  | «U STRADA»   | オエンジンゲン | N1   | Flpl Abt 9          | アルプナッハ空軍基地 : デ・ハビランド ベノム                                                          |
| 1974年9月26日  | «U STRADA»   | ミュンジンゲン | N6   | Flpl Abt 12および13 | インターラーケン飛行場 : デ・ハビランド ベノム、マイリンゲン空港 ： ホーカー ハンター                 |
| 1977年9月28日  | «U NOLA»     | フルームス     | N13  | Flpl Abt 9          | アルプナッハ空軍基地 ： ホーカー ハンター                                                             |
| 1978年6月1日   | «U NOSTA»    | アルプナッハ   | N8   | Flpl Abt 9          | アルプナッハ空軍基地 ： ホーカー ハンター                                                             |
| 1980年5月6日   | «U ABEX»     | エーグル・ベー | N9   | Flpl Rgt 1          | ラーロン、トゥルトマン及びシオン空港 ： ホーカー ハンター                                             |
| 1982年3月24日  | «U TAUTO»    | ミュンジンゲン | N6   | Flpl Rgt 2          | マイリンゲン空軍基地 ： ホーカー ハンター F-5 タイガー、インターラーケン : ホーカー ハンター          |
| 1988年10月15日 | «U TAUTO»    | フルームス     | N13  | Flpl Abt 8          | アンブリ空港 ： ホーカーハンター、アルプナッハ ： F-5 タイガー、モリス ： ホーカー ハンター           |
| 1988年9月29日  | «U TUTTI»    | アルプナッハ   | N8   | Flpl Abt 9          | アルプナッハ空軍基地 ： F-5 タイガー                                                                  |
| 1988年11月16日 | «U NOSTASIO» | シオン         | N9   | Flpl Abt 4          | シオン空港 ： F-5 タイガーの発進                                                                      |
| 1991年11月14日 | «U STRADA»   | ロドリノ       | N2   | Flpl Abt 8          | アンブリ空港 ： ホーカー ハンター、アルプナッハ空軍基地 ：F-5 タイガーII、モリス ： ホーカー ハンター |

以下の区間では訓練が行われていない。
- シュタンス（A2） - JATOを搭載したミラージュIIIの緊急発進には短すぎるため
- パイエルヌの近年建設された区間（A1） - 理論的には運用可能なため

冷戦の終結とスイス軍の再編に伴い、国道などの建造物が徐々に軍事インフラとしての使命から解放されていった。そして1995年の軍政改革により、高速道路の代替滑走路構想はついに廃止された。現時点では、その後運用維持や訓練は実施されていない。

### 民間人用シェルター
もう1つの廃止された高速道路の軍事利用計画は、ルツェルン近辺のゾンネンベルクトンネル（A2）の計画である。もともとはスイス最大の民間人用シェルターとして設計されていた。世界最大の民間人用シェルターであり、2005年まで毎年の機能テストの対象となっていた。しかし維持費の増加により、民間人用シェルターとしての用途は大幅に縮小された。以前は17,000人を収容可能であったが、現在は2,000人の収容にとどまっている。
またゴッタルド道路トンネルも軍事的な利用が廃止された。 2001年に大規模なトンネル火災が発生し、その後封鎖されていた区画が改修された後、トンネル内部の側室に保管されていた爆発物が再建中に撤去された。